# Carabus auronitens
Carabus auronitens es una especie de coleóptero adéfago de la familia Carabidae. Habita en Europa.

## Descripción
Mide 18–32 mm. Se diferencia de la especie Carabus auratus, que es muy parecida, por sus matices de cobre en el tórax, y el hecho de que sólo los primeros cuatro segmentos de las antenas son rojos.

## Distribución y hábitat
Esta especie se encuentra en Europa Central, Europa del Este y Europa Occidental. Está ausente del norte de Europa, así como al sur de los Pirineos en el oeste de Europa. Vive en lugares húmedos, en los fríos bosques caducifolios y bosques mixtos, y también en áreas no arbolada en las altas elevaciones. Se puede encontrar bajo la corteza suelta o en la madera muerta, y también en pantanos, especialmente en las montañas  hasta los 2.500 metros. En Europa occidental también se encuentra en las llanuras. 

## Ciclo de vida
Es una especie principalmente nocturna y es depredador de animales más pequeños como los caracoles, gusanos o insectos. La larva se sube a los árboles a unos 7 metros y se convierte en pupa. La eclosión ocurre cerca del final del verano o principios de otoño. A continuación, pasan el invierno bajo la corteza,  en la madera muerta, así como en los tocones de los árboles y se activa el año siguiente.